# Francisco Javier Mina (Guanajuato)
Francisco Javier Mina es una localidad del estado mexicano de Guanajuato. Es parte del municipio de Silao de la Victoria.

## Toponimia
El nombre de la localidad rinde homenaje a Francisco Javier Mina, héroe de la Independencia de México.

## Demografía
| Gráfica de evolución demográfica |
|                                  |

| Censo | Población |
| ----- | --------- |
| 1990  | 461       |
| 2000  | 985       |
| 2010  | 1 167     |
| 2020  | 1 228     |